# Lohas Park (Macau)
Lohas Park (珀悅) é um empreendimento residencial privado em Macau, localizado na Nº 33 Rua do Jasmim, na Freguesia de São Francisco Xavier, na Ilha de Coloane.

## Dados
De acordo com os dados da planta baixa fornecidos pelo Direcção dos Serviços de Solos e Construção Urbana, o projeto cobre uma área de 2.260 metros quadrados e oferece 217 unidades residenciais, 199 estacionamentos e 10 lojas.
Foi o primeiro complexo residencial de Macau a receber uma certificação do Sistema Nacional de Classificação de Edifícios Verdes, em outubro de 2023.

## Histórico cormercial
A pré-venda começou em 2023, e no mesmo ano, foi responsável pela maior quantidade de transações no mercado residencial de Macau. O preço médio de 7000 HKF foi considerado atrativo e vendeu 69 unidade no ano.
No inicio de 2025, foi o único no empreendimento residencial macaense com desempenho acelerado, realizando 80 grandes transações em janeiro.

## Transporte
Lohas Park é acessível por meio da Estação do Seac Pai Van do Metro Ligeiro de Macau.

## referência
1. ↑  «珀悦 | LOHAS PARK». lohasparkmacao.com. Consultado em 20 de agosto de 2024
2. ↑  «Registro Predial». online-service.rn.dsaj.gov.mo. Consultado em 8 de agosto de 2025
3. ↑  «土地工務局 DSSCU». www.dsscu.gov.mo. Consultado em 20 de agosto de 2024
4. 1 2  «地產業界：樓價已基本「見底». exmoonews (em chinês). 13 de fevereiro de 2023. Consultado em 8 de agosto de 2025. Cópia arquivada em 6 de novembro de 2024
5. ↑  «澳門日報電子版». www.macaodaily.com (em chinês). Consultado em 8 de agosto de 2025
6. ↑  Yvonne Liu (7 de fevereiro de 2024). «Macau's real estate market remains challenging in 2024». JLL (em inglês). Consultado em 22 de julho de 2025
7. ↑  «中原料本澳樓價 將再下調一至兩成» (em chinês). 4 de abril de 2025. Consultado em 22 de julho de 2025
8. ↑  «Rede do Metro Ligero». www.mlm.com.mo. Consultado em 8 de agosto de 2025. Cópia arquivada em 4 de abril de 2025